# Lon thiếc

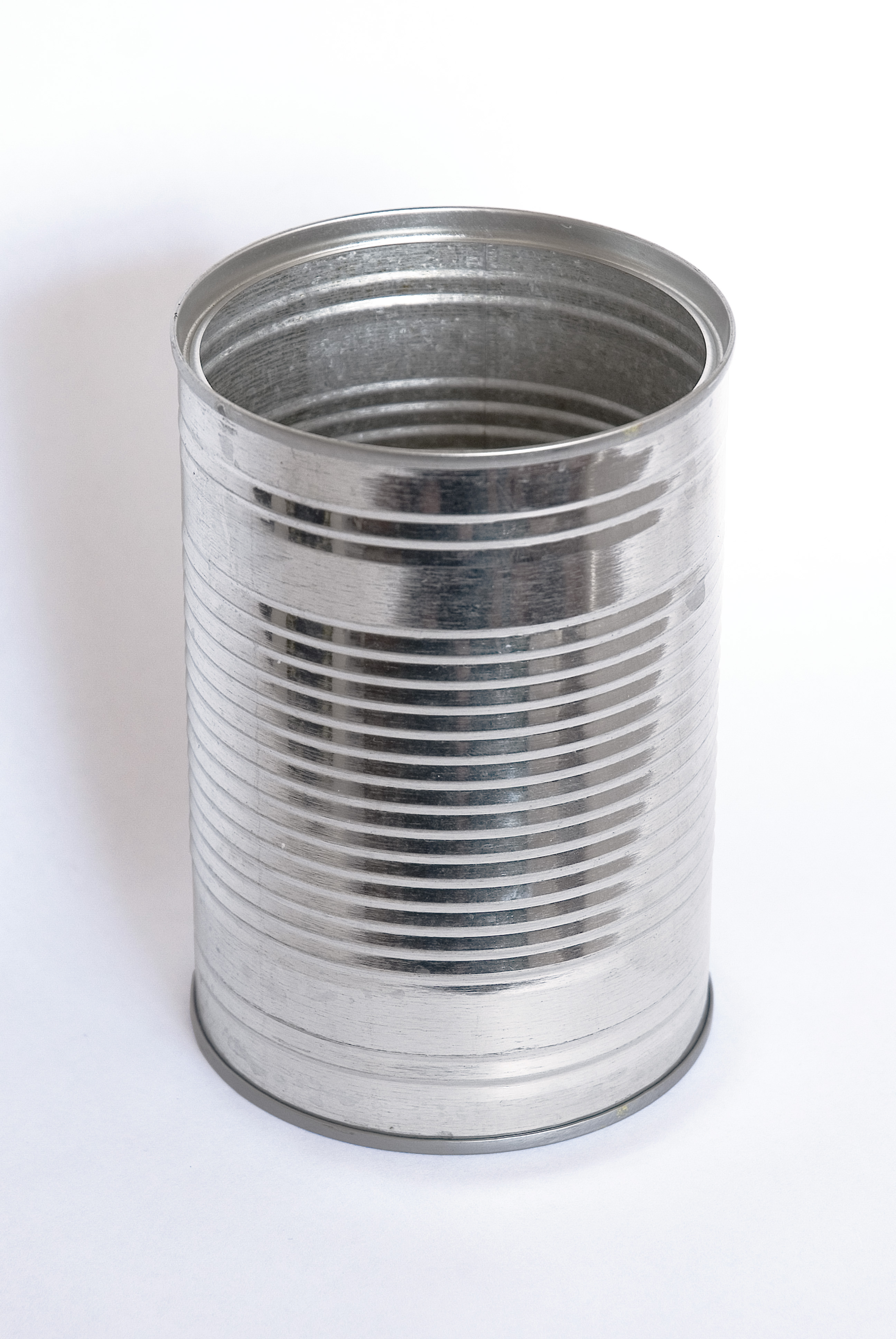
Một cái lon thiết trống

Lon thiếc, lon thép, hay gọi đơn giản là lon, là một thùng chứa, lưu trữ hàng hóa, với lớp vỏ mỏng bằng kim loại. Khi muốn mở lon, chúng ta phải kéo một thanh sắt nằm trên phần đầu của lon đẻ lột nắp ra; những cái khác có nắp đậy có thể tháo rời. Lon chứa được nhiều thứ: các loại thực phẩm, đồ uống, dầu, hóa chất, vv. Lon thép được làm bằng sắt (thiếc bọc thép) hoặc thép thiếc. Ở một số nơi, thậm chí lon nhôm cũng được gọi là "lon thiếc".

## Lịch sử
Quá trình đóng hộp thiếc bởi nhà phát minh người Pháp Nicholas Appert sáng chế. Durand đã không theo đuổi công việc làm đồ hộp thực phẩm, nhưng, vào năm 1812, ông bán bằng sáng chế của mình để hai người Anh, Bryan Donkin và John Hall, người đã tinh chế các quá trình và sản phẩm, và thiết lập nhà máy đóng hộp thương mại đầu tiên trên thế giới ở Southwark Park Road, Luân Đôn. Năm 1813, họ đã sản xuất các loại hộp thiếc lần đầu cho Hải quân Hoàng gia.
Lon thiếc đầu tiên được đóng dấu với thiếc, thiếc là kim loại nguy hiểm, không tốt cho sức khỏe con người vì khi đựng thức ăn trong hộp thiếc có thể dẫn đến nhiễm độc chì.

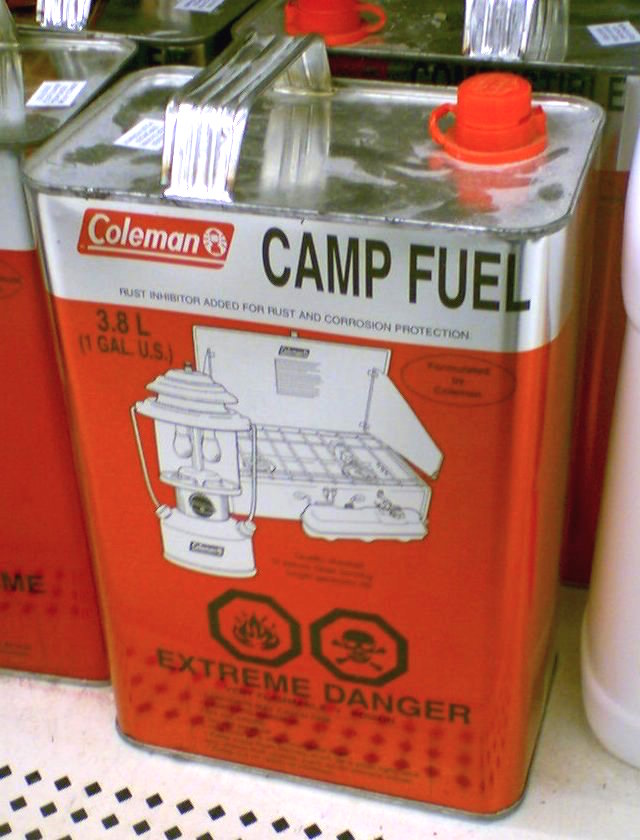
Thùng thiếc chứa xăng dầu.

Năm 1901, ở Mỹ, các công ty sản xuất Lon ở Mỹ được thành lập, đồng thời sản xuất 90% hộp thiếc Hoa Kỳ.

## Mô tả
Hầu hết lon là hình trụ tròn và giống hệt nhau, song song hai vòng đỉnh và đáy, thân là mặt thẳng đứng. Người ta còn làm tròn góc các thùng hình chữ nhật thành góc hình bầu dục hay bo tròn.
Chế tạo lon hầu hết do các máy sản xuất lon làm, hoàn toàn tự động.
Vào giữa thế kỷ 20, một số sản phẩm sữa được đóng gói trong hộp gần như không có vành, mở ra việc chế tạo khác nhau cho lon. Lo ngại phát sinh khi sữa chứa hàm lượng chì không an toàn vì chì chảy ra từ mối hàn.

## Vật liệu
Một lon thiếc trống:
Hiện lon sử dụng rộng rãi được cấu tạo chủ yếu hoặc hoàn toàn bằng thiếc;
Ở một số địa điểm bất kỳ kim loại nào có thể, thậm chí bằng nhôm, có thể được gọi là một "lon thiếc". Sử dụng nhôm trong lon đã bắt đầu vào năm 1957. [6] Nhôm ít tốn kém hơn so với thép mạ thiếc nhưng cung cấp các kháng cùng ăn mòn ngoài lớn, dẫn đến dễ dàng sản xuất.
Một lon thường có in giấy hoặc nhựa nhãn dán mắc vào bên ngoài của bề mặt cong. Một số nhãn hiệu có chứa thông tin về nó, chẳng hạn như công thức nấu ăn, về phía ngược lại. Một nhãn cũng có thể được in trực tiếp lên kim loại.
Trong thời hiện đại, phần lớn các hộp thực phẩm ở Anh  đã được lót bằng một lớp phủ có chứa nhựa bisphenol A (BPA). Các chiết xuất của BPA vào thành phần lon hiện (như năm 2013) đang được điều tra như một mối nguy hiểm sức khỏe tiềm năng.

## Chế tạo lon
Gọng ba mảnh có thể xây dựng bao gồm nhiều giai đoạn;
- Hàn hoặc hàn các đường may của hai bên, tạo thành ống.
- Gắn đáy vào ống.
- In hoặc gắn nhãn cho các lon.
- Điền lon với nội dung; khử trùng hay đáp trả lại là cần thiết cho nhiều sản phẩm thực phẩm.
- Gắn các tấm thép và hàn đầu, đã xong.

## Mở lon
Các lon đầu tiên nặng cần đòi hỏi sự khéo léo để mở, với dụng cụ như dao. Mãi đến vài năm sau đó, sau khi các nhà sản xuất lon bắt đầu sử dụng tấm kim loại mỏng hơn, được bất kỳ dụng cụ mở lon phát triển.
Một số lon, chẳng hạn như lon sử dụng cho cá mòi, có nắp đậy được làm bằng kim loại được chia ra bởi các đòn bẩy xung quanh một rãnh chìa khóa. Cho đến giữa thế kỷ 20, nắp trên một số hộp sardine (cá trích) được gắn bằng cách hàn và phím cuộn được sử dụng để xé mối hàn ngoài bằng lực.
Sự ra đời của miếng kéo (tab) trong lon nước giải khát lan sang việc đóng hộp các sản phẩm thực phẩm khác nhau, chẳng hạn như thức ăn vật nuôi hoặc các loại hạt (và các sản phẩm công nghiệp như dầu động cơ và những quả bóng tennis). Các đầu được gọi là nắp có thể mở dễ dàng bởi vì nó cung cấp sự tiện lợi của việc mở mà không cần bất kỳ công cụ, phương tiện nào. Một sự đổi mới thêm phát triển cho riêng cho hộp thực phẩm đã được thiết kế mới, theo đó các tab bị bẻ cong nhẹ trở lên, tạo ra một diện tích lớn hơn bề mặt và cho phép truy cập dễ dàng hơn ngón tay dưới tab.
Các loại hộp có thể được thực hiện với các tính năng mở dễ dàng. Một số thùng có nắp vít để đúc chất lỏng. Một số bản lề nắp hoặc trượt trên bìa có thể dễ dàng sử dụng. Lon sơn thường có một plug di động trên đầu để sử dụng và đóng lặp lại.

## Tái chế
Thép từ lon và các nguồn khác là những vật liệu tốt nhất để tái chế. Khoảng 65% các lon thép được tái chế. Tại Hoa Kỳ, 63% lon thép được tái chế, so với 52% của lon nhôm. Tại châu Âu, tỷ lệ tái chế trong năm 2011 là khoảng 74%. Trong khi nhiều hộp tái chế xảy ra một lần lượt truy cập các nhà máy luyện chế bằng các phương pháp khác cũng được sử dụng. Ví dụ một số người sử dụng hai lon thiếc để hình thành cơ sở của một trại hoặc bếp tồn tại , thường được thúc đẩy bởi cồn hoặc các loại cồn, khi mà bữa ăn nhỏ được nấu chín.

## Vấn đề sức khỏe

### Không sử dụng thiếc vào các thực phẩm
Mặc dù tin có khả năng chống ăn mòn, thực phẩm có tính axit như trái cây và rau quả có thể gây ra sự ăn mòn của các lớp thiếc. Buồn nôn, nôn mửa và tiêu chảy đã được báo cáo sau khi ăn phải thực phẩm đóng hộp có chứa 200 mg / kg thiếc.  Một nghiên cứu năm 2002 cho thấy, 99,5% của năm 1200 đã kiểm tra thùng chứa dưới mức giới hạn quy định của Vương quốc Anh 200 mg / kg quặng thiếc, một cải tiến hơn hầu hết các nghiên cứu trước đây phần lớn là do sự gia tăng sử dụng các lon sơn mài hoàn toàn đối với thực phẩm có tính axit, và kết luận rằng các kết quả không gây bất kỳ mối quan tâm an toàn thực phẩm lâu dài cho người tiêu dùng. Hai sản phẩm không tuân thủ đã tự nguyện thu hồi.
Bằng chứng của các tạp chất thiếc có thể được thể hiện bằng màu sắc, như trong trường hợp của lê, nhưng thiếu sự thay đổi màu sắc không bảo đảm rằng một thực phẩm không bị nhiễm độc thiếc.